# Успенский сельский округ (Карагандинская область)
Успенский сельский округ (каз. Өспен ауылдық округі) — административная единица в составе Шетского района Карагандинской области Казахстана. Административный центр — село Успенское.
Население — 2027 человек (2009; 2433 в 1999, 2721 в 1989)
Прежнее название села Успенское — Успенский.

## Состав
В состав округа входят следующие населённые пункты:
| Населённый пункт | Население, человек (1989) | Население, человек (1999) | Население, человек (2009) |
| ---------------- | ------------------------- | ------------------------- | ------------------------- |
| Айгыржал, село   | 335                       | 354                       | 191                       |
| Айса, станция    | 195                       | 142                       | 166                       |
| Еркиндык, село   | 496                       | 602                       | 654                       |
| Успенское, село  | 1695                      | 1335                      | 1016                      |